# Mubarak al-Kabir
Burdž Mubarak al-Kabír je mrakodrap navržený do výstavby v Kuvajtu. Po svém dokončení by měl být vysoký 1001 metrů (podle Pohádek tisíce a jedné noci) a mít přes 200 podlaží. Věž bude dominantou čtvrti Madínat al-Harír v hlavním městě Kuvajtu. Projekt byl schválen v listopadu 2007.
Mrakodrap navrhl britský architekt Eric Kuhne a měl by být otevřen v roce 2026. Mrakodrap se bude nacházet na ostrově naproti centru hlavního města Kuvajtu.

## Okolí
Nová čtvrť města Madínat al-Harír by měla být osídlena až 700 000 obyvatel. U mrakodrapu by měl vyrůst i olympijský stadion a množství hotelů a bytových domů. S městem Kuvajt by ho měl spojovat 23,5 km dlouhý Džaberův most pojmenovaný podle vládnoucího šejka Džabera.